# Tour du Valromey
Die Tour du Valromey (seit 2017 offiziell: Ain Bugey Valromey Tour) ist ein französisches Etappenrennen im Straßenradsport der Juniorenfahrer.
Der Wettbewerb ist unter verschiedenen Namen seit 2005 Teil des Kalenders der Union Cycliste Internationale und wird durch die Tour du Valromey Organisation veranstaltet.
Die Rundfahrt führt über meist fünf Etappen durch die französischen Alpen im Département Ain, insbesondere in der Valromey zwischen Lyon und Genf und gehört zu den wenigen internationalen Juniorenrennen mit langen Hochgebirgsanstiegen. Sie wird aufgrund ihrer Schwere zum Teil auch als Tour de France der Junioren bezeichnet.